# NGC 903

NGC 903

NGC 903 في الفهرس العام الجديد، هي مجرة، تقع في كوكبة الحمل (كوكبة). اكتشفت في 13 ديسمبر 1884 بواسطة إدوارد ستيفان.

## روابط خارجية
- NGC 903 على موقع ويكي سكاي: DSS2, SDSS, GALEX, IRAS, Hydrogen α, X-Ray, Astrophoto, Sky Map, Articles and images